# مشچروو
مشچروو (انگلیسی: Meshcherovo) یک شهرک در شهرستان شارانسکی استان باشقیرستان کشور روسیه است.